# Peter Crouch
Peter James Crouch (sinh ngày 30 tháng 1 năm 1981) là cựu cầu thủ bóng đá chuyên nghiệp người Anh thi đấu ở vị trí tiền đạo. Anh ra sân 42 lần cho Đội tuyển bóng đá quốc gia Anh từ 2005 tới 2010, ghi 22 bàn thắng và tham dự hai kỳ World Cup.
Crouch là một trong số 28 cầu thủ có trên 100 bàn tại Premier League, đồng thời nắm giữ kỷ lục người có nhiều bàn thắng bằng đầu nhất tại Premier League.
Crouch bắt đầu sự nghiệp tại Tottenham Hotspur. Mặc dù vậy anh không được trọng dụng ở Spurs và được cho mượn tại Dulwich Hamlet và IFK Hässleholm (Thụy Điển) trước khi gia nhập Queens Park Rangers. Sau khi QPR xuống hạng ở mùa 2000–01, Portsmouth F.C. mua anh về với giá 1,5 triệu bảng. Anh có mùa giải đầu tiên thành công tại Fratton Park với 19 bàn thắng. Anh chuyển sang Aston Villa vào tháng 3 năm 2002 với giá 5 triệu bảng. Tuy nhiên anh không thành công tại Villa và được cho mượn ở Norwich City trước khi chuyển sang Southampton, nơi anh lấy lại phong độ, mở đường giúp anh gia nhập Liverpool vào mua hè 2005. Tại Liverpool anh giành Cúp FA và Siêu cúp Anh 2006, cũng như ngôi á quân Champions League.
Sau khi ghi 42 bàn trong ba mùa giải ở Anfield, Portsmouth mua lại Crouch với giá 11 triệu bảng. Tuy nhiên anh chỉ ở lại Portsmouth một mùa và chuyển tới Tottenham Hotspur. Anh ghi một bàn thắng quan trọng cho Tottenham trước Manchester City giúp đội bóng giành vé dự UEFA Champions League. Anh ghi bảy bàn thắng ở đấu trường châu Âu cho Spurs trong mùa giải 2010–11, nhưng không thể tái lập phong độ đó ở Premier League. Anh gia nhập Stoke City vào tháng 8 năm 2011. Crouch thi đấu bảy năm rưỡi cho Stoke, ghi 62 bàn trước khi gia nhập Burnley vào tháng 1 năm 2019.
Ngày 12 tháng 7 năm 2019, Crouch tuyên bố giải nghệ

## Những năm đầu đời
Anh sinh ra tại vùng quê Macclesfield, Cheshire, gia đình Crouch đã sớm di cư đến phía bắc London. Năm lên 4 tuổi, họ chuyển đến Singapore, nơi họ chỉ mới sống khoảng 1 năm trước khi đến London. Là một người đam mê chơi bóng ngay từ khi còn rất nhỏ, Crouch bắt đầu ở vị trí 1 cầu thủ lượm banh lúc 10 tuổi. Lúc còn là một cậu bé, Crouch đã từng xem một vài trận đấu của Chelsea với cha. Sau này, anh phát biểu trên website của Liverpool rằng dù vậy, vào thời điểm đó, Crouch và bạn bè luôn ủng hộ Queens Park Rangers.
Sau khi hoàn tất việc học tại Trường trung học Drayton Manor ở Hanwell, Crouch ký hợp với câu lạc bộ Tottenham vào ngày 2 tháng 7 năm 1998, được chơi ở giải trẻ của CLB này. Tuy nhiên,anh đã bị Tottenham nhượng cho một vài CLB khác,Dulwich Hamlet ở giải ngoại hạng đông nam, vào mùa hè năm 2000.

## Thống kê sự nghiệp

### Câu lạc bộ
Tính đến ngày 1 tháng 12 năm 2015
| Câu lạc bộ            | Mùa giải            | Premier League      | Premier League | Premier League | FA Cup | FA Cup | League Cup | League Cup | Châu Âu | Châu Âu | Khác[A] | Khác[A] | Tổng cộng | Tổng cộng |
| Câu lạc bộ            | Mùa giải            | Hạng                | Trận           | Bàn            | Trận   | Bàn    | Trận       | Bàn        | Trận    | Bàn     | Trận    | Bàn     | Trận      | Bàn       |
| --------------------- | ------------------- | ------------------- | -------------- | -------------- | ------ | ------ | ---------- | ---------- | ------- | ------- | ------- | ------- | --------- | --------- |
| Tottenham Hotspur     | 1999–2000           | Premier League      | 0              | 0              | 0      | 0      | 0          | 0          | —       | —       | —       | —       | 0         | 0         |
| Dulwich Hamlet (mượn) | 1999–2000           | Isthmian League     | 6              | 1              | 0      | 0      | —          | —          | —       | —       | —       | —       | 6         | 1         |
| IFK Hässleholm (mượn) | 2000                | Swedish Division 2  | 8              | 3              | 0      | 0      | —          | —          | —       | —       | —       | —       | 8         | 3         |
| Queens Park Rangers   | 2000–01             | First Division      | 42             | 10             | 3      | 2      | 2          | 0          | —       | —       | —       | —       | 47        | 12        |
| Portsmouth            | 2001–02             | First Division      | 37             | 18             | 1      | 0      | 1          | 1          | —       | —       | —       | —       | 39        | 19        |
| Aston Villa           | 2001–02             | Premier League      | 7              | 2              | 0      | 0      | 0          | 0          | 0       | 0       | —       | —       | 7         | 2         |
| Aston Villa           | 2002–03             | Premier League      | 14             | 0              | 0      | 0      | 0          | 0          | 4       | 0       | —       | —       | 18        | 0         |
| Aston Villa           | 2003–04             | Premier League      | 16             | 4              | 0      | 0      | 2          | 0          | —       | —       | —       | —       | 18        | 4         |
| Aston Villa           | Tổng cộng           | Tổng cộng           | 37             | 6              | 0      | 0      | 2          | 0          | 4       | 0       | 0       | 0       | 43        | 6         |
| Norwich City (mượn)   | 2003–04             | First Division      | 15             | 4              | 0      | 0      | 0          | 0          | —       | —       | —       | —       | 15        | 4         |
| Southampton           | 2004–05             | Premier League      | 27             | 12             | 5      | 4      | 1          | 0          | —       | —       | —       | —       | 33        | 16        |
| Liverpool             | 2005–06             | Premier League      | 32             | 8              | 6      | 3      | 1          | 0          | 8       | 0       | 2       | 2       | 49        | 13        |
| Liverpool             | 2006–07             | Premier League      | 32             | 9              | 1      | 0      | 1          | 1          | 14      | 7       | 1       | 1       | 49        | 18        |
| Liverpool             | 2007–08             | Premier League      | 21             | 5              | 4      | 2      | 3          | 0          | 8       | 4       | —       | —       | 36        | 11        |
| Liverpool             | Tổng cộng           | Tổng cộng           | 85             | 22             | 11     | 5      | 5          | 1          | 30      | 11      | 3       | 3       | 134       | 42        |
| Portsmouth            | 2008–09             | Premier League      | 38             | 11             | 3      | 1      | 1          | 0          | 7       | 4       | —       | —       | 49        | 16        |
| Tottenham Hotspur     | 2009–10             | Premier League      | 38             | 8              | 6      | 1      | 3          | 4          | —       | —       | —       | —       | 47        | 13        |
| Tottenham Hotspur     | 2010–11             | Premier League      | 34             | 4              | 1      | 0      | 0          | 0          | 10      | 7       | —       | —       | 45        | 11        |
| Tottenham Hotspur     | 2011–12             | Premier League      | 1              | 0              | 0      | 0      | 0          | 0          | 0       | 0       | —       | —       | 1         | 0         |
| Tottenham Hotspur     | Tổng cộng           | Tổng cộng           | 73             | 12             | 7      | 1      | 3          | 4          | 10      | 7       | 0       | 0       | 93        | 24        |
| Stoke City            | 2011–12             | Premier League      | 32             | 10             | 3      | 2      | 2          | 0          | 3       | 2       | —       | —       | 40        | 14        |
| Stoke City            | 2012–13             | Premier League      | 34             | 7              | 3      | 0      | 1          | 1          | —       | —       | —       | —       | 38        | 8         |
| Stoke City            | 2013–14             | Premier League      | 34             | 8              | 1      | 0      | 3          | 2          | —       | —       | —       | —       | 38        | 10        |
| Stoke City            | 2014–15             | Premier League      | 33             | 8              | 2      | 1      | 3          | 1          | —       | —       | —       | —       | 38        | 10        |
| Stoke City            | 2015–16             | Premier League      | 11             | 0              | 2      | 1      | 5          | 1          | —       | —       | —       | —       | 18        | 2         |
| Stoke City            | 2016–17             | Premier League      | 27             | 7              | 1      | 0      | 1          | 3          | —       | —       | —       | —       | 29        | 10        |
| Stoke City            | 2017–18             | Premier League      | 31             | 5              | 1      | 0      | 2          | 1          | —       | —       | —       | —       | 34        | 6         |
| Stoke City            | 2018–19             | Championship        | 23             | 1              | 2      | 1      | 1          | 0          | —       | —       | —       | —       | 26        | 2         |
| Stoke City            | Tổng cộng           | Tổng cộng           | 225            | 46             | 15     | 5      | 18         | 9          | 3       | 2       | —       | —       | 261       | 62        |
| Stoke City U23        | 2016–17             | —                   | —              | —              | —      | —      | —          | —          | —       | —       | 1       | 0       | 1         | 0         |
| Burnley               | 2018–19             | Premier League      | 6              | 0              | —      | —      | —          | —          | —       | —       | —       | —       | 6         | 0         |
| Tổng cộng sự nghiệp   | Tổng cộng sự nghiệp | Tổng cộng sự nghiệp | 599            | 145            | 45     | 18     | 33         | 15         | 53      | 24      | 5       | 3       | 735       | 205       |

A. ^  Bao gồm FA Community Shield và FIFA Club World Cup.

### Đội tuyển quốc gia
Tính đến tháng 9 năm 2011
| Đội tuyển quốc gia | Năm       | Trận | Bàn |
| ------------------ | --------- | ---- | --- |
| Anh                |           |      |     |
| 2005               | 4         | 0    |     |
| 2006               | 12        | 11   |     |
| 2007               | 8         | 3    |     |
| 2008               | 6         | 0    |     |
| 2009               | 6         | 4    |     |
| 2010               | 6         | 4    |     |
| Tổng cộng          | Tổng cộng | 42   | 22  |

### Bàn thắng quốc tế
| #   | Ngày                 | Địa điểm                                    | Đối thủ            | Bàn thắng | Kết quả | Giải đấu                 |
| --- | -------------------- | ------------------------------------------- | ------------------ | --------- | ------- | ------------------------ |
| 1.  | 1 tháng 3 năm 2006   | Anfield, Liverpool, Anh                     | Uruguay            | 1–1       | 2–1     | Giao hữu                 |
| 2.  | 30 tháng 5 năm 2006  | Old Trafford, Manchester, Anh               | Hungary            | 3–1       | 3–1     | Giao hữu                 |
| 3.  | 3 tháng 6 năm 2006   | Old Trafford, Manchester, Anh               | Jamaica            | 3–0       | 6–0     | Giao hữu                 |
| 4.  | 3 tháng 6 năm 2006   | Old Trafford, Manchester, Anh               | Jamaica            | 5–0       | 6–0     | Giao hữu                 |
| 5.  | 3 tháng 6 năm 2006   | Old Trafford, Manchester, Anh               | Jamaica            | 6–0       | 6–0     | Giao hữu                 |
| 6.  | 15 tháng 6 năm 2006  | Frankenstadion, Nuremberg, Đức              | Trinidad và Tobago | 1–0       | 2–0     | World Cup 2006           |
| 7.  | 16 tháng 8 năm 2006  | Old Trafford, Manchester, Anh               | Hy Lạp             | 3–0       | 4–0     | Giao hữu                 |
| 8.  | 16 tháng 8 năm 2006  | Old Trafford, Manchester, Anh               | Hy Lạp             | 4–0       | 4–0     | Giao hữu                 |
| 9.  | 2 tháng 9 năm 2006   | Old Trafford, Manchester, Anh               | Andorra            | 1–0       | 5–0     | Vòng loại Euro 2008      |
| 10. | 2 tháng 9 năm 2006   | Old Trafford, Manchester, Anh               | Andorra            | 5–0       | 5–0     | Vòng loại Euro 2008      |
| 11. | 6 tháng 9 năm 2006   | Sân vận động Skopje City, Skopje, Macedonia | Bắc Macedonia      | 1–0       | 1–0     | Vòng loại Euro 2008      |
| 12. | 6 tháng 6 năm 2007   | A. Le Coq Arena, Tallinn, Estonia           | Estonia            | 2–0       | 3–0     | Vòng loại Euro 2008      |
| 13. | 16 tháng 11 năm 2007 | Sân vận động Ernst Happel, Viên, Áo         | Áo                 | 1–0       | 1–0     | Giao hữu                 |
| 14. | 21 tháng 11 năm 2007 | Sân vận động Wembley, London, Anh           | Croatia            | 2–2       | 2–3     | Vòng loại Euro 2008      |
| 15. | 1 tháng 4 năm 2009   | Sân vận động Wembley, London, Anh           | Ukraina            | 1–0       | 2–1     | Vòng loại World Cup 2010 |
| 16. | 10 tháng 6 năm 2009  | Sân vận động Wembley, London, Anh           | Andorra            | 6–0       | 6–0     | Vòng loại World Cup 2010 |
| 17. | 14 tháng 10 năm 2009 | Sân vận động Wembley, London, Anh           | Belarus            | 1–0       | 3–0     | Vòng loại World Cup 2010 |
| 18. | 14 tháng 10 năm 2009 | Sân vận động Wembley, London, Anh           | Belarus            | 3–0       | 3–0     | Vòng loại World Cup 2010 |
| 19. | 3 tháng 3 năm 2010   | Sân vận động Wembley, London, Anh           | Ai Cập             | 1–1       | 3–1     | Giao hữu                 |
| 20. | 3 tháng 3 năm 2010   | Sân vận động Wembley, London, Anh           | Ai Cập             | 3–1       | 3–1     | Giao hữu                 |
| 21. | 24 tháng 5 năm 2010  | Sân vận động Wembley, London, Anh           | México             | 2–0       | 3–1     | Giao hữu                 |
| 22. | 17 tháng 11 năm 2010 | Sân vận động Wembley, London, Anh           | Pháp               | 1–2       | 1–2     | Giao hữu                 |

## Danh hiệu
Norwich City
- Football League First Division: 2003–04[1]

Liverpool
- FA Cup: 2005–06[12]
- FA Community Shield: 2006[13]
- UEFA Champions League á quân: 2006–07[14]
- FIFA Club World Championship á quân: 2005[15]